# إي. دبليو. جاكسون
إي. دبليو. جاكسون (بالإنجليزية: E. W. Jackson) هو محامي وسياسي أمريكي، ولد في 13 يناير 1952 في تشيستر في الولايات المتحدة. حزبياً، نشط في الحزب الجمهوري.